# Przyjaciel Sztuki Kościelnej
Przyjaciel Sztuki Kościelnej – pismo wydawane w Krakowie w latach 1883–1885 pod redakcją Stanisława Tomkowicza. Periodyk był organem Towarzystwa Świętego Łukasza. Na łamach pisma ukazywały się artykuły na temat polskiej sztuki sakralnej i ikonografii chrześcijańskiej, sprawozdania roczne z działalności towarzystwa oraz przedruki z zagranicznych pism o podobnej tematyce. Wśród autorów byli m.in. W. Łuszczkiewicz, M. Sokołowski i ks. Eustachy Skrochowski.